# 1249
Cette page concerne l'année 1249  du calendrier julien. Pour l'année 1249 av. J.-C., voir 1249 av. J.-C.
L'année 1249 est une année commune qui commence un vendredi.

## Événements
- 27 janvier : le dominicain André de Longjumeau est envoyé en ambassade auprès du grand Khan par Louis IX[1], avec du vin de l'Hautil comme présent[2].
- Février-mars[3] : combats de rue entre Pisans et Génois à Acre, qui ensanglante la ville pendant 21 jours[4].
- 28 mars[5] : prise de Faro. Alphonse III rejette les Maures hors du Portugal.

- 30 mai : Louis IX de France quitte Chypre puis débarque en Égypte[6].

- 5 juin : la septième croisade s’empare de Damiette désertée. Après avoir repoussé les offres du sultan Ayyoub qui propose de rendre Jérusalem, Ascalon et la Galilée orientale en échange de leur départ, les croisés marchent vers Le Caire et réussissent à passer sur la rive est du Nil à Mansourah au prix de durs combats[6].

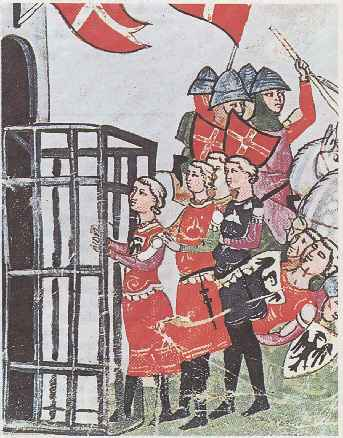
26 mai : Enzio est emprisonné à Bologne

- 26 mai : Enzio, fils bâtard de Frédéric II, après avoir conquis en grande partie le Milanais, est vaincu et capturé par la Ligue lombarde à la bataille de Fossalta[7].
- 13 juillet : couronnement d'Alexandre III, roi d'Écosse. (jusqu'en 1286)[8].
- 27 septembre : à la mort de Raymond VII, sans enfant mâle le comté de Toulouse passe à Alphonse de Poitiers, frère de Louis IX et époux de Jeanne de Toulouse[9].
- Septembre, Ifriqiya : mort de l’Hafside Abû Zakariyâ Yahyâ[10]. Abû `Abd Allah Muhammad lui succède. Il devient le prince musulman le plus puissant de son époque.
- 12 octobre : Balbân est nommé nâ’ib (régent) par le sultan de Delhi Nâsir ud-Dîn Mahmûd qui a épousé sa fille le 18 mai[11].

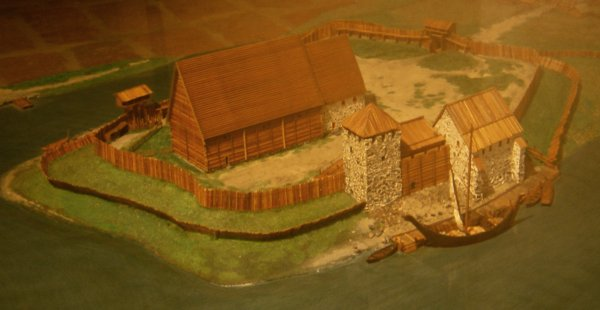
Maquette de la résidence de l'évêque de Finlande à Koroinen, près de Turku, au XIIIe siècle.

- Expédition de Birger Jarl en Finlande. La Suède étend son pouvoir sur la Finlande qui est christianisée[12]. L'évêque de Finlande Bero s'installe à Koroinen, près d'Åbo (Turku). Un couvent de Dominicains est établi[13].
- Copenhague et Stralsund sont mises à sac par les Lübeckois[14].
- Fondation de la forteresse de Mistra (Laconie) par le prince d’Achaïe, Guillaume de Villehardouin[15].
- Première mention de nations organisées à l’université de Paris[16].